# Kernek
Kernek (ros. Кернек) – średniowieczny gród Bułgarów Kamskich. Znajdował się we południowej lub wschodniej części Bułgarii nadwołżańskiej, na lewym brzegu Wołgi.

## Historia
Osadę założono najprawdopodobniej w X w. Kernek nigdy nie stał się jednak znaczniejszym ośrodkiem administracyjnym państwa bułgarskiego. Jesienią 1223 Bułgarzy Kamscy rozbili pod Kernek armię mongolską. Inną nazwą tego starcia jest bitwa w Zakolu Samary. Do dziś nie udało się jednak ustalić dokładnego położenia grodu. Zakole Samary leży na południe od Bilär, ówczesnej stolicy państwa i jest to przybliżony rejon położenia grodu.
Kernek został zdobyty i zrównany z ziemią podczas jednej z kolejnych ekspedycji mongolskich na Bułgarów Kamskich w roku 1236. Część mieszkańców uciekła zapewne bardziej na północ lub północny wschód. Świadectwem tego jest fakt, że obecnie za potomków dawnych mieszkańców Kerneku uważają się mieszkańcy wsi Stara Sahcha w obwodzie uljanowskim na terenie Nadwołżańskiego Okręgu Federalnego.